# シルヴァー・ン・ストリングス〜スフィアーの音楽
『シルヴァー・ン・ストリングス〜スフィアーの音楽』（原題：Silver 'n Strings Play the Music of the Spheres）は、アメリカ合衆国のジャズ・ピアニスト、ホレス・シルヴァーが1980年に発表したスタジオ・アルバム。

## 解説
シルヴァーが四半世紀以上にわたり所属してきたブルーノート・レコードからの最後のリーダー・アルバムに当たり、オリジナルLPは2枚組となった。なお、ブルーノート自体も本作を最後に、いったん録音活動を停止したが、1984年にはブルース・ランドヴァルの主導により、新録音を再開している。ストリングスは1979年12月10日にオーヴァーダブされ、ウェイド・マーカスがアレンジおよび指揮を担当した。
スコット・ヤナウはオールミュージックにおいて5点満点中2点を付け「グレゴリー・ハインズを含む4人のボーカリストが、シルヴァーの自己分析や精神的な信条を反映した歌詞を歌っている。シルヴァーは作曲家およびピアニストとして優れているが、作詞家としてはそれほどでもなく、ボーカルの存在によって音楽が些か重々しくなっている」と評している。

## 収録曲
全曲ともホレス・シルヴァー作。
魂、そしてその表現 - The Soul and Its Expression
1. パート1) 道を求めて/パート2) 見出された道 - "Part One. The Search for Direction/Part Two. Direction Discovered" - 11:12
2. パート3) みんな役割を持っている - "Part Three. We All Have a Part to Play" - 6:44

魂、そしてスフィアーにおけるその進化 - The Soul and Its Progress Throughout the Spheres
1. パート1) 自画像1番（1973年作） - "Part One. Self Portrait No.1 (Written 1973)" - 5:48
2. パート2) 自画像2番（1978年作） - "Part Two. Self Portrait No.2 (Written 1978)" - 2:31
3. パート3) 意志のある自画像（1978年作） - "Part Three. Portrait of the Aspiring Self (Written 1978)" - 2:16

魂、その性格の認識 - The Soul's Awareness of Its Character
1. パート1) 性格分析 - "Part One. Character Analysis" - 3:59
2. パート2) 潜在意識の否定的パターン - "Part Two. Negative Patterns of the Sub-Conscious" - 2:16
3. パート3) 意識と変化への欲望 - "Part Three. The Conscious and Its Desire for Change" - 2:13

ピグマリオンの過程 - The Pygmalion Process
1. パート1) 内なる感情 - "Part One. Inner Feelings" - 4:03
2. パート2) フレンズ - "Part Two. Friends" - 4:57
3. パート3) 共感 - "Part Three. Empathy" - 3:26
4. パート4) 楽観 - "Part Four. Optimism" - 4:00
5. パート5) 展開 - "Part Five. Expansion" - 2:33

魂と創造主の交感 - The Soul in Communion with the Creator
1. パート1) 創造主との交感 - "Part One. Communion with the Creator" - 3:34
2. パート2) 創造主に導かれて - "Part Two. The Creator Guides Us" - 5:58
3. パート3) 懇親と修練を通じての進化 - "Part Three. Progress, Through Dedication and Discipline" - 5:40
4. パート4) 肯定的な明日へ - "Part Four. We Expect Positive Results" - 3:18

## 参加ミュージシャン
- ホレス・シルヴァー - ピアノ
- トム・ハレル（英語版） - トランペット
- ラリー・シュナイダー - テナー・サクソフォーン
- ロン・カーター - アコースティック・ベース
- アル・フォスター - ドラムス
- グレゴリー・ハインズ - ボーカル(on #2)
- ブレンダ・アルフォード - ボーカル(on #6, #13)
- チャップマン・ロバーツ - ボーカル(on #9, #11)
- キャロル・リン・メイラード - ボーカル(on #10, #12)
- ウェイド・マーカス（英語版） - ストリングス・アレンジ、指揮
- ガイ・ルミア - ヴァイオリン、コンサートマスター
- アーロン・ロザンド、マーヴィン・モーガンスターン、ポール・ウィンター、ルイス・イリー、ピーター・ディミトリアデス、ローアン・モンテシ、ハリー・グリックマン - ヴァイオリン
- ハロルド・コレッタ、ハリー・ザラツィアン、セイモア・バーマン、セオドア・イスラエル - ヴィオラ
- セイモア・バラブ、ジョナサン・アブラモウィッツ - チェロ
- ユージン・ビアンコ - ハープ